# Leptocera sterniloba
Leptocera sterniloba är en tvåvingeart som beskrevs av Rohacek 1983. Leptocera sterniloba ingår i släktet Leptocera och familjen hoppflugor.
Artens utbredningsområde är Nepal. Inga underarter finns listade i Catalogue of Life.